# (507) Laodica
(507) Laodica ist ein Asteroid des Hauptgürtels, der am 19. Februar 1903 von Raymond Smith Dugan entdeckt wurde. 
Benannt wurde der Asteroid nach der mythologischen Figur Laodike, einer Tochter des Königs Priamos von Troja.